# Élection présidentielle chilienne de 2013
L’élection présidentielle chilienne de 2013 se déroule les 17 novembre et 15 décembre 2013. en même temps que le premier tour, des élections parlementaires sont organisées.

## Chronologie
- 30 juin 2013 : primaires simultanées au niveau national.
- 19 août 2013 : date limite d'inscription des candidats.
- 18 octobre 2013 : début de la campagne.
- 14 novembre 2013 : fin de la campagne.
- 17 novembre 2013 : premier tour de l'élection.
- 15 décembre 2013 : deuxième tour de l'élection.
- 11 mars 2014 : prise de fonction du président élu.

## Élections primaires
Les primaires présidentielles ont eu lieu le dimanche 30 juin 2013. Il s'agit des premières élections organisées par le gouvernement en vertu d'une nouvelle loi sur les primaires publié en décembre 2012.
Selon la loi, les primaires sont volontaires, mais les résultats s'imposent. Les deux principales coalitions politiques ont décidé d'y participer :
Après avoir été à la tête de l'ONU Femmes et ne pouvant constitutionnellement se représenter à la présidence chilienne en 2010, Michelle Bachelet se déclare candidate à l'élection présidentielle de 2013,. Elle remporte les élections primaires en s'imposant avec 74,92 % des voix de la « Nouvelle majorité » regroupant notamment socialistes, démocrates-chrétiens, sociaux-démocrates et radicaux,.
Elle est officiellement intronisée comme candidate des partis de gauche en avril 2013.
C'est l'ultra-conservateur Pablo Longueira, proche de l’ex-dictateur défunt Augusto Pinochet, ancien sénateur et ministre, qui remporte les primaires de l'« Alliance » avec 51 % des suffrages. Mais celui-ci, atteint par une dépression nerveuse annonce son retrait de la course le 17 juillet. Il est remplacé trois jours plus tard par la ministre du Travail du gouvernement en place,
Evelyn Matthei, âgée de 60 ans et décrite comme plus centriste que le précédent candidat.
Comme Michelle Bachelet, qu'elle a bien connu dans sa jeunesse (elles étaient amies d'enfance même si elles entretiennent depuis une relation « formelle et strictement politique »), elle est fille d'un général qui a choisi le camp de Pinochet tandis que le père de sa rivale restait fidèle à Allende, ce qui lui a coûté la vie.
Sept autres candidats se présentent pour différents partis ou coalitions pour atteindre un chiffre total de neuf candidats au premier tour, inédit au Chili.

## Enquêtes
Ces élections sont les premières qui se déroulent depuis l'abrogation du scrutin obligatoire.
La semaine précédant le scrutin, Michelle Bachelet est largement en tête des neuf candidats en lice — un nombre inhabituellement élevé au Chili —, créditée en moyenne de 47 % des intentions de vote, devant Evelyn Matthei qui rassemble 14 % des sondés.

## Résultats
| Candidat                 | Parti                    | Premier tour | Premier tour | Second tour | Second tour |
| Candidat                 | Parti                    | Votes        | %            | Votes       | %           |
| ------------------------ | ------------------------ | ------------ | ------------ | ----------- | ----------- |
| Michelle Bachelet        | PS/Nouvelle Majorité     | 3 070 012    | 46,67        | 3 468 389   | 62,16       |
| Evelyn Matthei           | UDI/Alliance             | 1 645 271    | 25,01        | 2 111 306   | 37,83       |
| Marco Enríquez-Ominami   | PRO                      | 722 270      | 10,98        |             |             |
| Franco Parisi            | Indépendant              | 665 414      | 10,11        |             |             |
| Marcel Claude            | PH                       | 184 906      | 2,81         |             |             |
| Alfredo Sfeir            | PEV                      | 154 593      | 2,35         |             |             |
| Roxana Miranda           | Parti de l'égalité       | 83 687       | 1,27         |             |             |
| Ricardo Israel           | PRI                      | 37 965       | 0,57         |             |             |
| Tomás Jocelyn-Holt       | Indépendant              | 12 820       | 0,19         |             |             |
|                          |                          |              |              |             |             |
| Votes valides            | Votes valides            | 6 576 948    | 98,30        | 5 581 885   | 97,98       |
| Votes nuls               | Votes nuls               | 67 555       | 1,00         | 83 000      | 1,45        |
| Votes blancs             | Votes blancs             | 47 337       | 0,70         | 32 639      | 0,57        |
| Total                    | Total                    | 6 691 840    | 100,00       | 5 695 764   | 100,00      |
| Inscrits/% participation | Inscrits/% participation | 13 573 143   | 49,35        | 13 573 143  | 41,96       |

### Analyse
En conclusion d'un premier tour marqué par une abstention de plus de 50 %, Michelle Bachelet obtient un score légèrement en deçà des prévisions sondagières mais proche des 50 % nécessaires pour emporter la victoire. A contrario, son opposante Evelyn Matthei engrange un résultat notablement plus élevé que ce qui lui était prédit par les sondeurs mais, avec 25 % des suffrages, est dans une position difficile de challenger pour affronter le second tour qui se déroule le 15 décembre 2013.
Michelle Bachelet est élue au second tour avec 62,16 % des voix, contre 37,83 à Evelyn Matthei.